# سنادور گیومارد
سنادور گیومارد (به پرتغالی: Senador Guiomard) یکی از شهرستان های برزیل است که در اکری واقع شده‌است.

## خصوصیات
سنادور گیومارد ۲٬۰۴۷ کیلومترمربع مساحت و ۱۸٬۸۶۳ نفر جمعیت دارد.